# جان لويس ماندنغ
جان لويس ماندنغ (بالفرنسية: Jean-Louis Mandengue)‏ (مواليد 16 سبتمبر 1971) هو ملاكم فرنسي، مثّل بلاده في الألعاب الأولمبية الصيفية 1996.

## روابط خارجية
جان لويس ماندنغ على موقع بوكس ريك (الإنجليزية) (registration required)
- جان لويس ماندنغ على موقع اللجنة الأولمبية الدولية (الإنجليزية)
- جان لويس ماندنغ على موقع أوليمبيديا (الإنجليزية)